# Радиф, Абдулла
Абдулла Хади Радиф (араб. عبد الله هادي رديف‎; род. 20 января 2003, Саудовская Аравия) — саудовский футболист, нападающий клуба «Аль-Хиляль», выступающий на правах аренды за «Аль-Иттифак», и национальной сборной Саудовской Аравии.

## Карьера
Радиф начал свою карьеру в молодёжной команде «Аль-Хиляль». Свой первый профессиональный контракт он подписал 27 января 2021 года. За основную команду «Аль-Хиляля» дебютировал 30 сентября 2021 года в матче против «Аль-Хазма» (1:1). 31 августа 2022 года Радиф был отдан в аренду на один год в «Аль-Таавун». За новый клуб он дебютировал, а также забил свой первый гол в победной игре над «Аль-Вехдой» (2:0). 6 сентября 2023 года Радиф был отдан в аренду на один год в «Аш-Шабаб». 2 сентября 2024 на год был отдан в аренду в клуб «Аль-Иттифак» On 2 September 2024, Radif joined Al-Ettifaq on a one-year loan..

## Статистика

### Клубная
| Клуб                | Сезон      | Лига  | Лига | Кубок | Кубок | Континент | Континент | Другое | Другое | Итог  | Итог |
| Клуб                | Сезон      | Матчи | Голы | Матчи | Голы  | Матчи     | Голы      | Матчи  | Голы   | Матчи | Голы |
| ------------------- | ---------- | ----- | ---- | ----- | ----- | --------- | --------- | ------ | ------ | ----- | ---- |
| Аль-Хиляль          | 2020/21    | 0     | 0    | 0     | 0     | 0         | 0         | 0      | 0      | 0     | 0    |
| Аль-Хиляль          | 2021/22    | 2     | 0    | 0     | 0     | 1         | 0         | 0      | 0      | 3     | 0    |
| Аль-Хиляль          | 2023/24    | 2     | 0    | 0     | 0     | 0         | 0         | 3      | 0      | 5     | 0    |
| Аль-Хиляль          | Итог       | 4     | 0    | 0     | 0     | 1         | 0         | 3      | 0      | 8     | 0    |
| Аль-Таавун (аренда) | 2022/23    | 15    | 2    | 1     | 0     | —         | —         | 16     | 2      |       |      |
| Общий итог          | Общий итог | 19    | 2    | 1     | 0     | 1         | 0         | 3      | 0      | 24    | 2    |

1. ↑  Матчи в Арабской лиге чемпионов

### Голы за сборную
| №  | Дата           | Место                                                                  | Соперник         | Счёт | Результа       | Турнир                  |
| -- | -------------- | ---------------------------------------------------------------------- | ---------------- | ---- | -------------- | ----------------------- |
| 1. | 16 ноября 2023 | Стадион имени принца Абдуллы бин Джалави, Эль-Хуфуф, Саудовская Аравия | Пакистан         | 4-0  | 4-0            | Квалификация на ЧМ 2026 |
| 2. | 30 января 2024 | Эдьюкейшн сити, Эр-Райян, Катар                                        | Республика Корея | 1-0  | 1-1 (2-4 пен.) | КА 2023                 |

## Достижения

### Клубные

#### «Аль-Хиляль»
- Чемпион Саудовской Аравии: 2021/22
- Обладатель Суперкубка Саудовской Аравии: 2021
- Победитель Лиги чемпионов: 2021

### Международные
- Победитель молодёжного Чемпионата Азии: 2022